# Billy Ocean

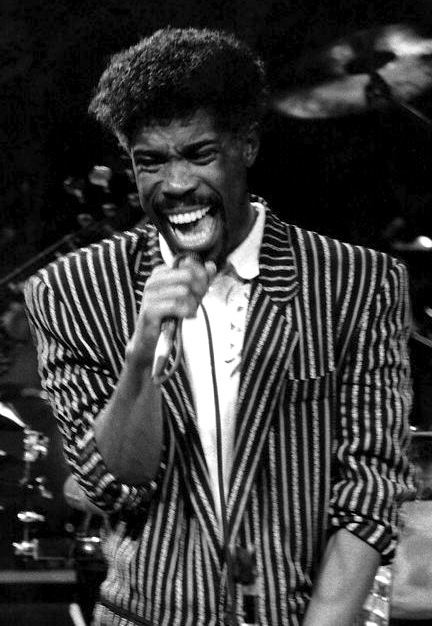
Billy Ocean under en konsert i New York.

Billy Ocean, ursprungligen Leslie Sebastian Charles, född 21 januari 1950 i Fyzabad i Trinidad och Tobago, är en trinidadisk-brittisk pop- och R&B-musiker.
När Ocean var åtta år flyttade han med sin familj till England. Under tonåren började han regelbundet sjunga på klubbar i London. 
1976 fick han sina första hits i Storbritannien med låtarna Love Really Hurts Without You och L.O.D. (Love on Delivery), som båda tog sig in på Top 20. Hans stora genombrott kom emellertid först 1984 med albumet Suddenly som innehöll hittarna Caribbean Queen (No More Love on the Run), Loverboy och Suddenly. Han fick senare framgångar med låtarna When the Going Gets Tough, the Tough Get Going 1986 och Get Outta My Dreams, Get Into My Car 1988.

## Diskografi
- 1976 – Billy Ocean
- 1979 – City Limit
- 1981 – Nights (Feel Like Getting Down)
- 1982 – Inner Feelings
- 1984 – Suddenly
- 1986 – Love Zone
- 1988 – Tear Down These Walls
- 1993 – Time to Move On
- 2009 – Because I Love You
- 2009 – Billy Ocean Live